# Badewanneneffekt (Hydrologie)
Badewanneneffekt oder Schwappeffekt sind mitunter gebrauchte Bezeichnungen in der Hydrologie und in der Meteorologie für ein starkes Ansteigen des Meeresspiegels im Küstenbereich von Binnenmeeren wie der Ostsee bis hin zu sturmflutartigen Überschwemmungen.
Während eine Sturmflut an den Küsten eines offenen Meeres wie der Nordsee auf den Zusammenhang von starken Stürmen und dem Tidenhub zurückgeht, wird sie an den Küsten der Ostsee dadurch bewirkt, dass das Wasser durch anhaltenden Sturm aus Westen in Richtung Finnland und Baltikum gedrückt wird. Im westlichen Teil der Ostsee führt das zunächst zu einem Niedrigwasser. Gleichzeitig strömt am Kattegatt zusätzliches Wasser aus der Nordsee nach. Wenn der Wind dann nachlässt, „schwappt“ das Wasser aus dem östlichen Teil der Ostsee zurück an die Westküsten Deutschlands und Dänemarks und verursacht dort Hochwasserstände, wie beispielsweise im Dezember 2013.
Unter ungünstigen Umständen kann solches Hochwasser mehrere Meter über den normalen Pegel reichen, wie beim schwersten Ereignis dieser Art, zu dem historische Aufzeichnungen erhalten sind, dem Ostseesturmhochwasser 1872. Bei diesem Ereignis stieg der Wasserspiegel um mehr als drei Meter über die normale Höhe. Weil in der Ostsee kein nennenswerter Tidenunterschied existiert, dauern solche Hochwasserbedrohungen dort wesentlich länger an als an den Nordseeküsten.